# 海外コンサルティング企業協会
一般社団法人海外コンサルティング企業協会（かいがいコンサルティング企業協会、略称ECFA）は、1964年4月4日、通商産業省（現経済産業省）および建設省（現国土交通省）の認可により設立された、非営利の公益法人。所在地は東京都港区西新橋。開発コンサルティング企業の日本国外事業活動の振興、内外関係機関との交流及び協力、日本国外コンサルティングに関する調査研究等を行うことにより、コンサルティング企業の健全な発展を図り、国際経済の発展及び国際協力の促進に寄与することを目的として活動。

## 活動
日本国の政府開発援助（ODA）に参加しているコンサルタントの立場から、援助政策の立案、実施機関の組織・制度、ODAビジネスに係る契約と調達の仕組み、また具体的プロジェクトの形成から実施・評価まで様々なトピックについて、各種研究会・部会等を組織して活発に活動。

## 関係者
- 有元 龍一(日本工営株式会社　取締役会長)　現会長。
- 石本 潤(株式会社アルメックVPI　代表取締役)　現副会長。
- 米澤 栄二(オリエンタルコンサルタンツグローバル　代表取締役社長)　現副会長。
- 永冶 泰司(株式会社長大　代表取締役会長)　現副会長。
- 弓削 昭子(法政大学教授、元国連開発計画駐日代表兼総裁特別顧問)　プロジェクト研究員として所属していた。